# Mitrephora grandiflora
Mitrephora grandiflora är en kirimojaväxtart som beskrevs av Richard Henry Beddome. Mitrephora grandiflora ingår i släktet Mitrephora och familjen kirimojaväxter. IUCN kategoriserar arten globalt som sårbar. Inga underarter finns listade i Catalogue of Life.